# Distretto di Danghara
Il distretto di Danghara si trova nella regione di Chatlon in Tagikistan. Ha come capoluogo Danghara, a circa 100km a nord-ovest della capitale Dušanbe e nel 2015 ospitava una popolazione di circa 136.000 abitanti.

## Suddivisione amministrativa
Il distretto, la cui estensione è circa 2000 km², è diviso in 8 çamoati:
| Çamoat           | Popolazione (2015) |
| ---------------- | ------------------ |
| Danghara (città) | 25,000             |
| Korez            | 15,027             |
| Lohur            | 6,648              |
| Lolazor          | 18,285             |
| Oqsu             | 20,119             |
| Pushing          | 13,293             |
| Sangtuda         | 12,686             |
| Sebiston         | 12,736             |
| Sharipov         | 20,452             |

## Avvenimenti
Il giorno 29 luglio 2018 ci fu un attacco terroristico nei pressi di Safobakhsh, dove morirono 4 persone e 2 rimasero ferite.